# Olhar Digital
Olhar Digital é um programa de televisão brasileiro e uma plataforma na internet de informações, com foco em tecnologia. Foi exibido originalmente pela RedeTV! entre 20 de fevereiro de 2005 e 27 de janeiro de 2013. A partir de 10 de junho de 2006, o programa passou a ser exibido na PlayTV aos sábados. É apresentado por Marisa Silva e narrado por Delphis Fonseca. A partir de 24 de maio de 2010, o programa passou a ser exibido na GMS News nas segundas-feiras, quartas-feiras e até mesmo nos domingos. A partir de 20 de abril de 2013, o programa voltou ao ar com o nome Olhar Digital Plus [+] pelo AXN e pela Sony Além, o programa é transmitido em boletins diários pela BandNews FM.
Tem em sua pauta focada em tecnologia (por exemplo, novas tendências mercadológicas, como celulares, notebooks, serviços de internet, como web 2.0 e wi-fi), além de outros assuntos como televisão digital. O programa tem focado também em seu portal de internet, onde disponibiliza vídeos exclusivos e notícias sobre tecnologia.
Desde o começo de 2017, o boletim Olhar Digital News passou a ser exibido online. Trata-se de uma iniciativa pioneira de levar um informativo com linguagem e acabamento profissional de televisão para as redes sociais. Todas as atrações televisivas são ancoradas por Marisa Silva.
O site é o 287º mais acessado do Brasil, segundo o rank da Alexa.